# 2008年臺灣入聯及返聯公民投票
中華民國在民國97年（2008年）3月22日舉行中華民國總統選舉時同步舉行兩項類似的全國性公民投票案，第5案是由時任總統陳水扁所屬的民主進步黨提案的「以臺灣名義加入聯合國全國性公民投票案」（中華民國全國性公民投票案第5案，簡稱入聯公投，選票繕印正式簡稱臺灣入聯合國），同時進行的第6案是由之後贏得2008年中華民國總統選舉的中國國民黨提案的「推動我國以務實、有彈性的策略重返聯合國及加入其它國際組織全國性公民投票案」（中華民國全國性公民投票案第6案，簡稱返聯公投，選票繕印正式簡稱務實返聯公投）。
兩項公投案均因投票率未達50%而宣告失敗。

## 背景

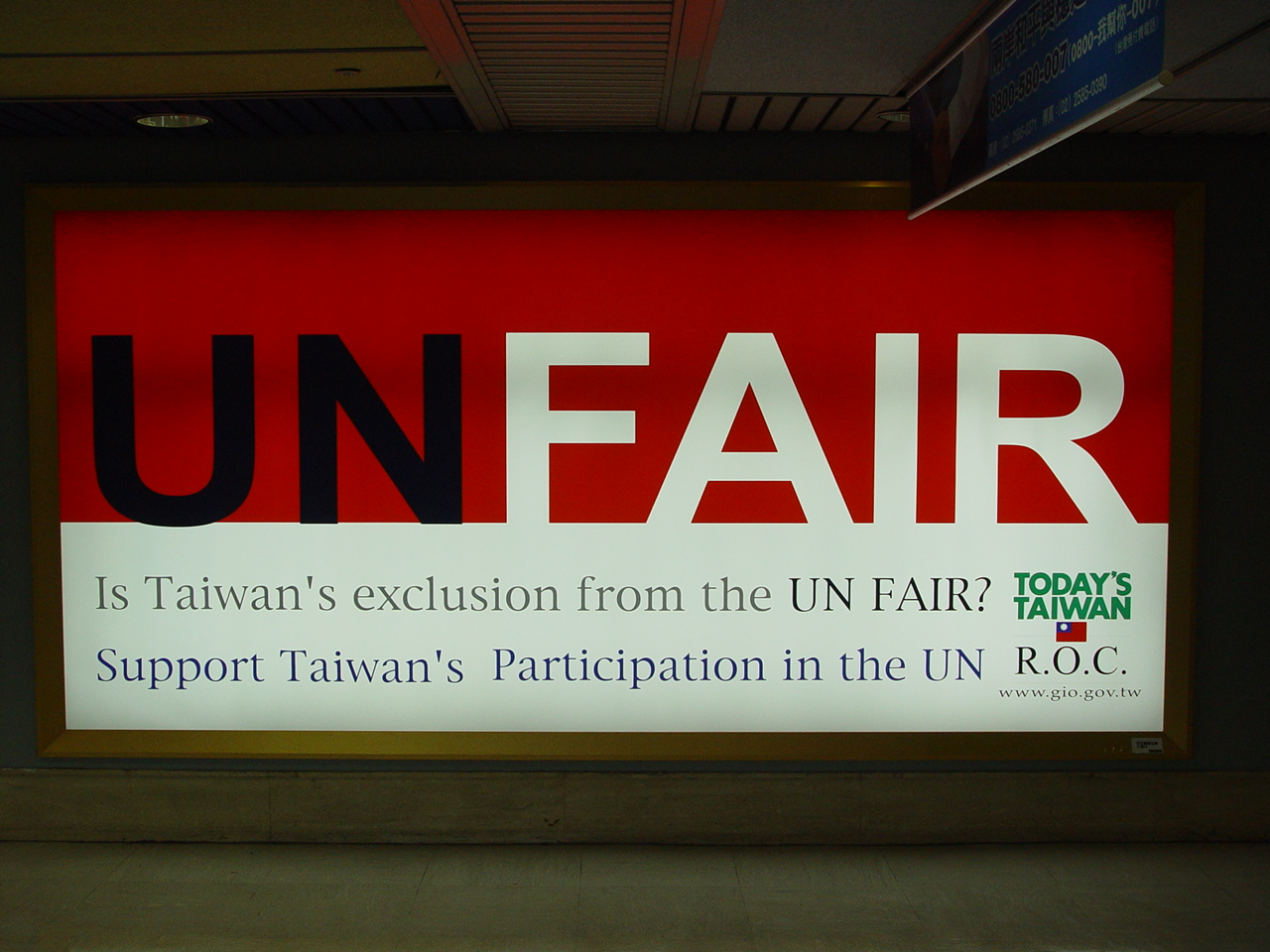
臺灣加入聯合國的文宣。中華民國政府將此文宣放在臺灣桃園國際機場以向世界各國人民表達臺灣加入聯合國的願望。攝於2005年。

臺灣在此前連續13年未能以「中華民國」或「臺灣」名義成為聯合國會員國。為此，當時作為執政黨的民主進步黨於2007年2月開始規劃，並由該黨籍的游錫堃領銜提出“入聯公投”，希望以公投結果向聯合國及國際社會證明臺灣人民支持臺灣成為聯合國會員國的決心。“入聯公投”案雖於2007年6月29日遭行政院公民投票審議委員會否決，但是隨即於7月獲得訴願成功、准予提案。身在反對黨陣營的蕭萬長隨後亦於同年8月1日提出“返聯公投”案，該案隨即獲其所屬的中國國民黨支持。
「入聯公投」案旨在容許中華民國以“臺灣”的名義加入聯合國；「返聯公投」案則旨在容許中華民國以包括但不限於「中華民國」、「臺灣」、「中華臺北」等名義重返聯合國，並以返回聯合國為首要目標。

## 相關行動

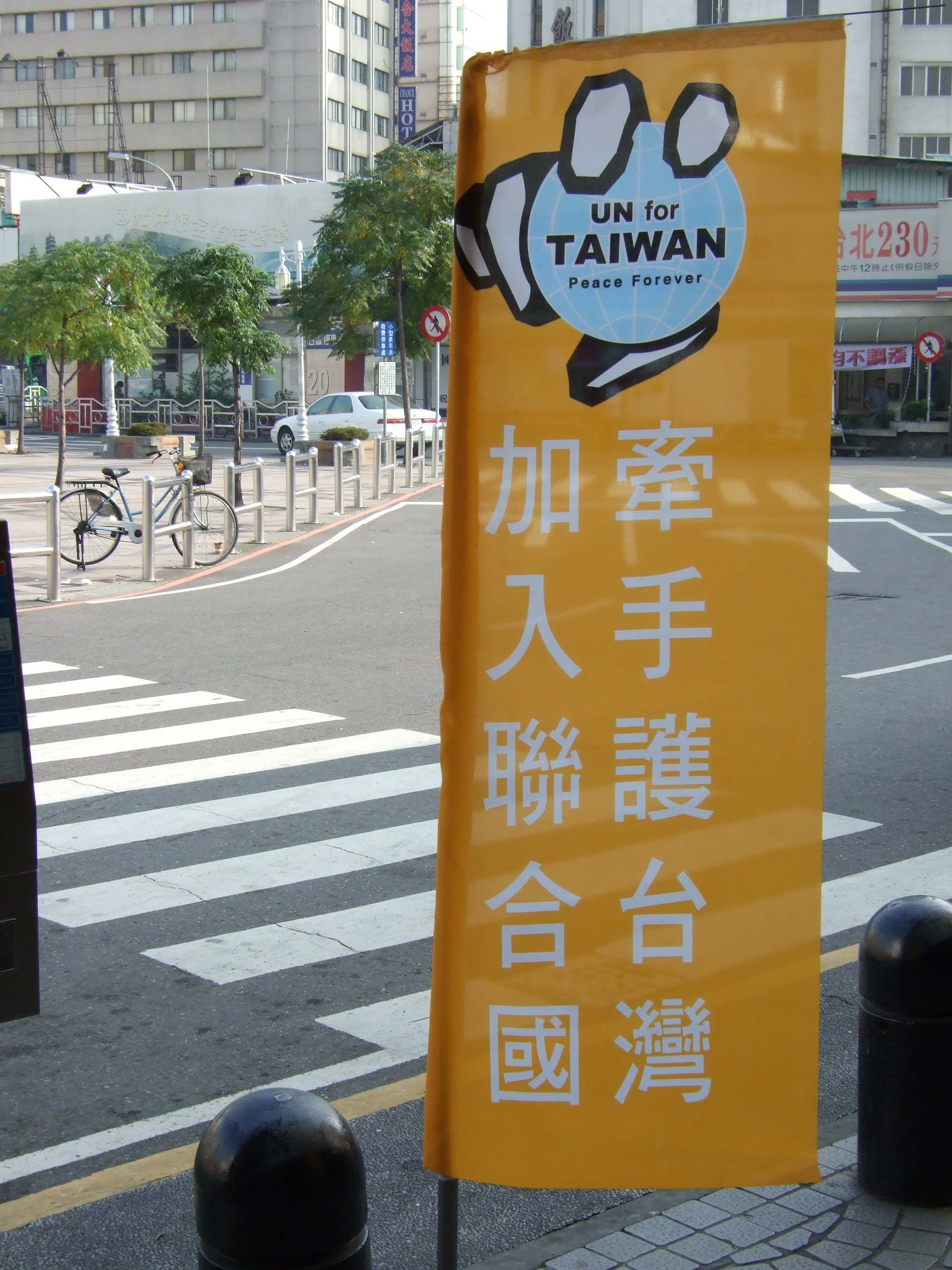
「以臺灣名義加入聯合國」的公民投票成為臺灣熱門議題，圖為「牽手護臺灣，加入聯合國」的宣傳旗幟。

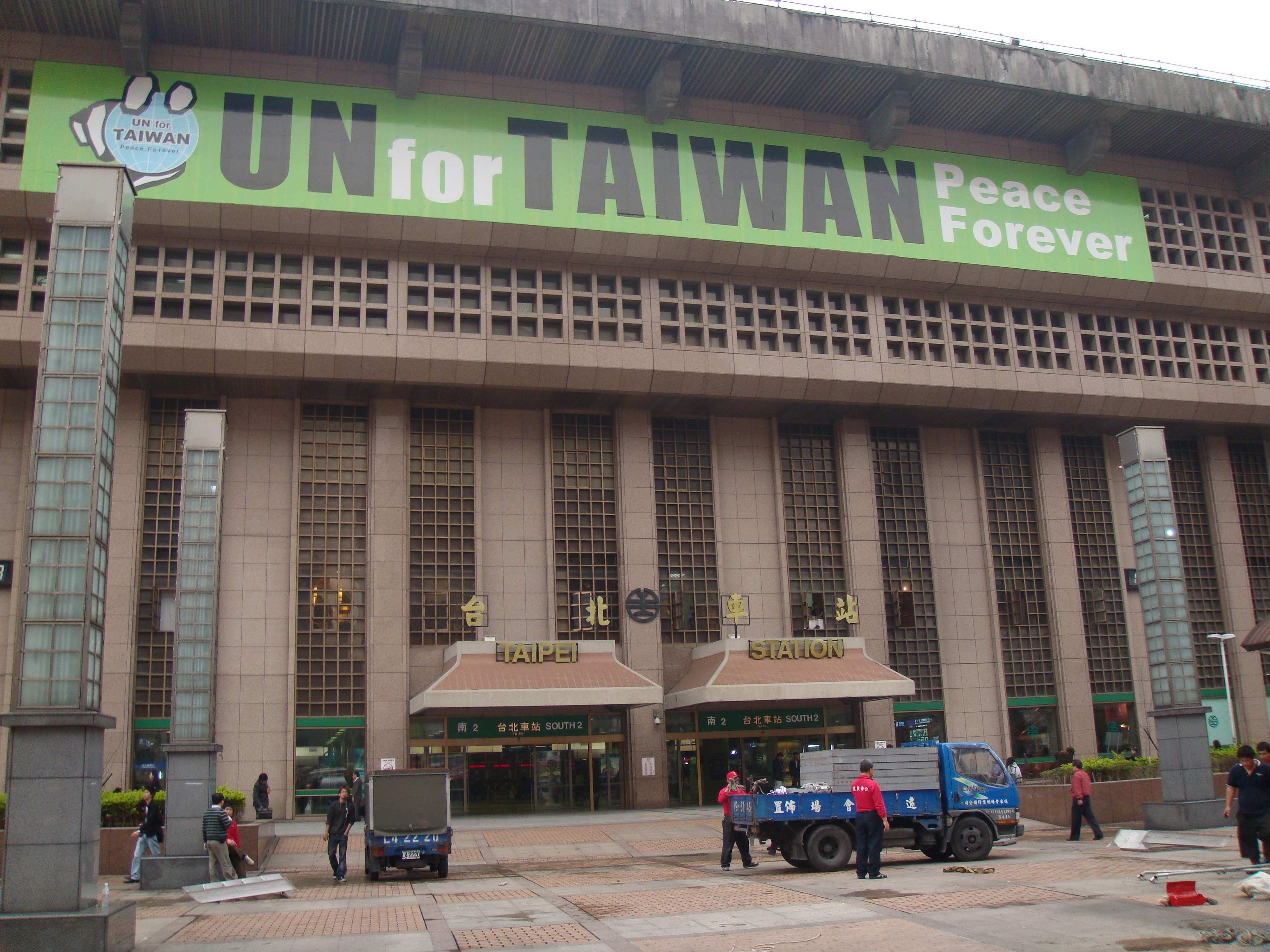
「牽手護臺灣，加入聯合國」宣傳標誌。此標誌在2007年9月開始，在中華民國中央政府各機關廣為出現。

- 2007年1月27日，臺灣加入聯合國協進會（TAINUA）決定，以民間力量推動以臺灣名義申請加入聯合國[2]。
- 2007年3月25日，臺灣加入聯合國協進會青年團成立[3]。
- 2007年5月22日，中華民國總統陳水扁表示，以臺灣名義申請加入聯合國的公投提案將送到中選會，希望能在年底或隔年初，在立法委員或總統選舉時合併舉行[4]。
- 2007年6月12日，行政院公民投票審議委員會針對民主進步黨主席游錫堃領銜提出的「以臺灣為名義加入聯合國」公投案，確定在2007年6月22日舉辦聽證會，並在2007年6月29日進行表決是否成案[5]，結果被否決[6]。
- 2007年6月28日，中國國民黨宣布將推動中華民國重返聯合國公投，公投全稱為「推動我國以務實、有彈性的策略重返聯合國及加入其他國際組織」，並將展開連署作業[7]。
- 公投審議委員會先前曾否決「以臺灣名義加入聯合國」之公投案，在民進黨向行政院提出訴願後，訴願委員會於2007年7月12日撤銷公投審議委員會前述之決定，因此入聯公投案可進入第二階段連署[8]。
- 2007年7月19日，陳水扁向聯合國秘書長潘基文致函，正式以「臺灣」名義申請加入聯合國。
- 2007年7月19日，民進黨決定2007年9月15日在高雄市舉辦臺灣入聯百萬行動大遊行[9]。
- 2007年8月1日，民進黨中常會將入聯公投第二階段的連署目標訂為120萬份[10]。
- 行政院公投審議委員會2007年8月28日召開會議，針對中國國民黨副總統參選人蕭萬長提出的「推動我國以務實、有彈性的策略重返聯合國及加入其它國際組織」公投案進行投票，結果認定此公投案符合規定[11]。
- 2007年9月15日，臺灣入聯、返聯大遊行分別在高雄市與臺中市舉行[12][13][14]。
- 2007年9月18日，中華民國外交部發動14個邦交國企圖在聯合國大會上，就聯合國大會總務委員會建議不將臺灣申請入聯的提案列入議程予以翻案；而中華人民共和國則動員了141個國家發言反對，雙方激辯長達4小時15分鐘。會議期間，中華民國外交部國際組織司司長林永樂進入大會會場官員席，親身觀察各國發言情形，但被中華人民共和國駐聯合國代表團人員發現，最後遭會場警衛請至旁聽席[15][16]。美國、日本、加拿大等主要國家保持緘默、並未發言，中華民國外交部視為友善回應[17]。
- 2007年11月28日，民主進步黨、中華民國中央政府與地方政府戶政機關將收集到的2,726,499份連署書送交中央選舉委員會審查（法定公投成案門檻為825,359人）[18]。
- 2008年2月1日，中央選舉委員會宣佈兩案成立，分別為第5案與第6案，並將與當年的總統選舉同時同日舉行。

## 投票結果
| 選項                 | 票數       | %      |
| -------------------- | ---------- | ------ |
| 反對                 | 352,359    | 5.99   |
| 支持                 | 5,529,230  | 94.01  |
| 有效票               | 5,881,589  | 94.84  |
| 無效或空白票         | 320,088    | 5.16   |
| 總票數               | 6,201,677  | 100.00 |
| 投票率門檻           | 50.00      | 50.00  |
| 已登記選民及投票率   | 17,313,854 | 35.82  |
| 來源：中央選舉委員會 |            |        |

| 選項                 | 票數       | %      |
| -------------------- | ---------- | ------ |
| 反對                 | 724,060    | 12.73  |
| 支持                 | 4,962,309  | 87.27  |
| 有效票               | 5,686,369  | 91.91  |
| 無效或空白票         | 500,749    | 8.09   |
| 總票數               | 6,187,118  | 100.00 |
| 投票率門檻           | 50.00      | 50.00  |
| 已登記選民及投票率   | 17,313,854 | 35.74  |
| 來源：中央選舉委員會 |            |        |

## 國際上的表態
國際社會當時聚焦於入聯公投進行表態。

### 明确表示支持
2007年9月1日，《華盛頓郵報》報導：多明尼加與中美洲一些國家，包括宏都拉斯、貝里斯、瓜地馬拉、薩爾瓦多與巴拿馬，已經答應支持臺灣加入聯合國。

### 明确表示反对
- 中华人民共和国：2007年8月，外交部表示，堅決反對臺灣加入聯合國和入聯公投。中華人民共和國政府將入聯公投視為「臺獨重大事變」，認為包含此公投案的所有「入聯公投」就是臺獨；且已違反《反分裂國家法》，越過中国大陆方面底線，並且絕不動搖、絕不妥協、絕不含糊，絕不允許任何人以任何方式把臺灣從祖國分割出去。」[20][21][22][23][24]

2007年9月15日，新華社發表署名文章，稱：陳水扁推動入聯公投是玩弄民粹的選舉伎倆，其根本目的不外是圖謀陳水扁一人及民進黨一黨之私利。
2008年2月2日，國務院臺灣事務辦公室發表聲明，稱：任何涉及中國主權和領土完整的問題，必須由包括臺灣同胞在內的全中國13億人民共同決定；並十分關注「入聯公投」事態的發展；並表示：「陳水扁當局一意孤行，鋌而走險，必將付出沉重代價。」
- 美国：國務院東亞局官員直指，陳水扁違反了他先前「四不一沒有」承諾中「不會更改國號」的諾言[29]。2007年8月27日，副國務卿奈葛彭接受鳳凰衛視獨家專訪時表示，推動以臺灣名義加入聯合國的公投是一項錯誤，美國將陳總統推動入聯公投的舉動視為臺灣宣佈獨立的一步[30]。白宮國安會亞洲事務資深主任韋德寧說，加入聯合國需要以國家為會員身份，「臺灣、或者說中華民國，此刻在國際社會中，不是國家」，美國政府也認為中華民國是「未定的議題」[31]。2007年9月5日，《臺灣關係法》起草人之一、傳統基金會傑出研究員費浩偉拜會陳水扁時表示，對於美國反對臺灣推動入聯公投，費浩偉認為美國政府有違背美國法律之虞，因為《臺灣關係法》從未提及臺灣需要以國家的身份才能加入國際組織[32]；費浩偉同時也證實，美國政府已經正式致函聯合國，並也私下向臺灣傳達，不接受「臺灣是中華人民共和國一部份」的主張[33]。2007年9月11日，國務院亞太副助理國務卿柯慶生表示，美國不承認台灣是獨立國家，美國不能接受主張「台灣獨立有助於維持現狀和台海和平穩定」的論點，美國將這些主張與入聯公投列為「絕然不符合台灣人民或美國人最佳利益」的無謂挑釁[34]。2007年9月12日，傳統基金會兩岸關係專家譚慎格撰文表示，臺灣兩大黨為了選舉，對於美國在內的外在國際反應幾乎是處於「耳聾」狀態，朝野公投競爭的結果可能相互抵銷；若公投未能通過，不如不要公投，臺灣還有時間重新思考修補這個問題；臺灣一定要和美國及其他民主盟友協調，臺灣領導人必須以制度性和戰略性眼光處理這個問題；美國必須小心處理臺灣的公投危機，加強與臺灣的協商，並在臺灣認同的表述上給予臺灣一定的空間[35]。国务卿赖斯在2007年年终记者会上表示，美国认为台湾推动入联公投是挑衅的举动、并升高两岸紧张关系，因此美国持续表示反对；“我們奉行一個中國政策，我們不支持臺灣獨立。”[36]。2007年12月11日，美國在台協會主席薄瑞光表示，美國認為，入聯公投表面上看似不違背四不一沒有，但已經以「走後門」方式違背四不一沒有，例如陳水扁一直強調入聯公投就是拒絕兩岸統一，這樣的詮釋已經超越公投本身的內容；陳水扁認為入聯公投過關可以讓美國了解一個中國政策的「錯誤」，但實際情況並非如此[37]。

- 俄羅斯：2007年7月23日，外交部副部長雅科文科在莫斯科會見中國駐俄大使劉古昌時表示，陳水扁政府加緊推動入聯公投和「以臺灣名義加入聯合國」，俄方認為，這是一種危險的分裂主義行徑，將會對臺灣海峽和亞太地區的和平與穩定造成嚴重威脅[38]。2007年9月，外交部副部長洛修科夫接受俄羅斯《新聞時報》專訪時則表示，入聯公投不會引發臺海衝突，但是對臺灣進入聯合國的機會幾乎等於零；對於臺海兩岸的態度，俄羅斯支持和平統一[39]。

- 巴西：外交部2008年3月6日晚发表公报，重申巴西政府反对台湾当局举办入联公投。声明说，巴西政府强调，巴西坚定支持一个中国政策以及中国政府为实现和平统一所作的努力，台湾举办入联公投不利于该地区的和平、稳定和安全。[40]

- 欧盟：2008年3月6日，欧盟发表声明说，入联公投将会加剧臺海紧张局势，损害包括台湾人民在内的所有各方的利益。欧盟发表的声明重申，欧盟奉行一个中国政策，维护台海两岸的和平与稳定对于欧盟来说具有“重要的利益”。 [41]
- 澳大利亚：总理陆克文2008年2月5日在堪培拉会见了到访的中国外交部长杨洁篪。陆克文表示，澳大利亚历届政府在台湾问题上坚持一个中国的立场是一贯、明确的，工党政府坚持一个中国政策的立场坚定不移、不会改变；台湾当局推动入联公投，极其不利于本地区的和平稳定。[40]
- 英国：外交大臣米利班德2007年12月5日在伦敦会见中国大陆外长杨洁篪时说，英国反对入联公投；英國認為，所有各方都必須真正保持克制，"由於台灣海峽需要穩定，任何魯莽的舉動都將令人痛惜" 。[42]
- 法国：中国国家主席胡锦涛2007年11月26日上午与法国总统萨科齐举行会谈时，萨科齐表示：法国坚定奉行一个中国政策，承认台湾是中国不可分割的一部分，反对臺独，反对入联公投。[43]
- 馬來西亞：外交部部長賽哈密2007年12月30日明确表示，反对台湾当局“入联公投”及“一中一臺”。他說，马来西亚政府只承认一个中国即中华人民共和国，并奉行联合国有关决议；而“一中一臺”显然就是搞两个中国的政治动作，这违背联合国关于一个中国的决议。台湾不是马来西亚的邦交国，马来西亚不承认“两个中国”或“一中一臺”；既然联合国只承认中国，台湾就不该要求加入联合国。他也认为，台湾当局不应作出单方面动作来改变臺海两岸的现状。 [44]

- 加拿大：2008年3月12日，外交部长贝尼耶就加拿大亚太政策发表公开讲话。他在讲话中表示，加拿大重视发展加中关系，坚持一个中国政策，反对台湾入联公投。[45]

### 不明确表示反对
- 日本：外務省於2007年9月7日發表新聞稿表示「公民投票是臺灣居民的權利，日本沒必要對此公投表明反對」[46]，但首相安倍晉三曾於2006年2月28日稱「不支持兩岸任何一方首先改變現狀」[47]。2007年8月31日，安倍晉三接見中華人民共和國國防部部長曹剛川時表示，日方堅持在《日中聯合聲明》中就臺灣問題表明的立場，不支持任何單方面改變臺海現狀的言行[48]。2007年12月28日，首相福田康夫在與中華人民共和國國務院總理溫家寶會談時重申，日本對臺灣的立場是根據《日中共同聲明》，「沒有任何改變」；有關入聯公投問題，日方「不希望兩岸緊張升高，不支持片面改變現狀」[49]。

### 民意調查
- 美國：2007年9月，行政院新聞局委託佐格比国际對此公投進行輿論調查，結果顯示超過61%的美國人認為美國政府應該支持台灣舉行這項公投。[50][51]
- 日本：2007年10月，行政院新聞局委託中央調查社對此公投進行民意調查，結果顯示超過74%的日本人支持台灣加入聯合國的行動，並且有超過81%的日本人支持這項公投。[52]

## 後續
2008年1月6日，前民進黨公共政策研究中心幹事蔡百銓表示，2007年陳水扁政府以台灣名義申請加入聯合國，陳水扁不知道適可而止，反而「乘敗直追」搞入聯公投，搞得美國、歐盟、新加坡與日本群起反對，「中共當然乘勝打壓」；「這究竟是台灣獨立，還是台灣孤立」。
2011年9月，維基解密揭露2007年9月10日美國在台協會高雄分處提交的報告，報告指出：2007年9月25日，民進黨總統候選人謝長廷向美國在台協會台北辦事處處長楊甦棣說，他支持入聯公投，但他會全力抗拒深綠勢力把台獨活動帶進選戰，而陳水扁會撤換力推激進版〈正常國家決議文〉的游錫堃；同月28日，中華民國外交部部長黃志芳說希望美方注意陳水扁降低〈正常國家決議文〉激烈度的努力，但楊甦棣回答，〈正常國家決議文〉即使降低激烈度也仍然碰觸敏感的主權議題，美台關係已被陳水扁先前各項措施破壞，「台灣作為美國的友人，政治領袖對於可能影響西太平洋局勢穩定的言行，必須採取更負責任態度」。報告指出，民進黨副總統候選人蘇貞昌等民進黨人士都明確表示，入聯公投只是選戰工具；民進黨立委管碧玲甚至直言，入聯公投只是國內選舉議題，一旦民進黨在2008年總統選舉中勝選，民進黨就會「拋棄」這個議題，「總統在選後必須採取現實路線，到時一切都會回歸正常」。

## 備註
1. ↑  亦或以臺灣稱呼

## 外部連結
- 臺灣智庫民調 入聯合國公投 一成七支持
- 國民黨：返聯公投 推動到底
- 觀察與思考：陳水扁推“入聯公投”背後藏殺機（页面存档备份，存于）
- 入聯案遭退　童振源：聯合國法律事務廳應改為中國控制廳（页面存档备份，存于）
- 學者：潘基文模式 強化入聯公投必要性（页面存档备份，存于）
- 華爾街日報：潘基文對臺灣入聯如君王般獨斷（页面存档备份，存于）
- 評估臺灣入聯公投：比九六年飛彈危機險峻
- 專家：北京高度戒備扁“入聯公投”動作
- 中國拐彎施壓 反助燃入聯薪火